# 메시지 프롬 더 킹
《메시지 프롬 더 킹》(영어: Message from the King)은 미국에서 제작된 파브리스 뒤벨스 감독의 2016년 액션 스릴러 영화이다. 채드윅 보즈먼 등이 출연하였고, 스티븐 콘웰 등이 제작에 참여하였다.

## 출연진
- 채드윅 보즈먼
- 루크 에번스
- 테리사 파머
- 내털리 마르티네스
- 앨프리드 몰리나
- 톰 펠턴
- 데일 디키
- 제이크 위어리
- 드루 파월
- 크리스 멀키
- 톰 라이트
- 시본길레이 믈람보
- 애나 조프
- 에이바 코커
- 로먼 미티치언
- 제임스 조던
- 아서 다비니언
- 조노 로버츠
- 웨이드 윌리엄스

## 기타 제작진
- 총괄 제작: 애시 R. 샤